# برايان هانسن
برايان هانسن (بالإنجليزية: Brian Hansen)‏ هو لاعب كرة قدم أمريكية أمريكي، ولد في 20 أكتوبر 1960 في هاواردين في الولايات المتحدة.